# Sněhová královna

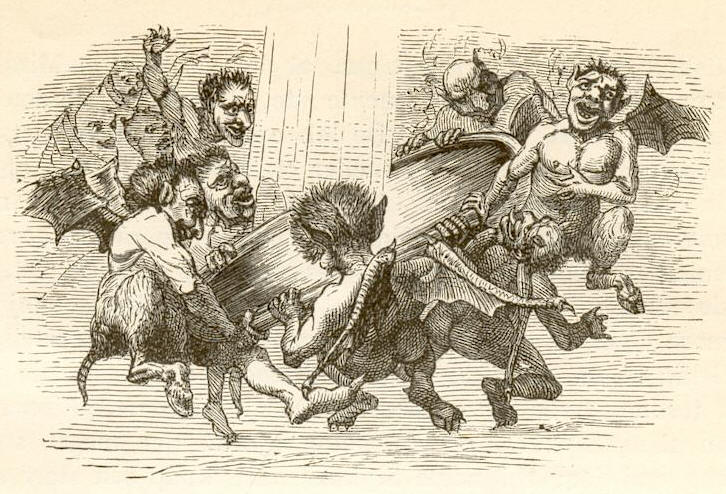
Ilustrace Vilhelma Pedersena.

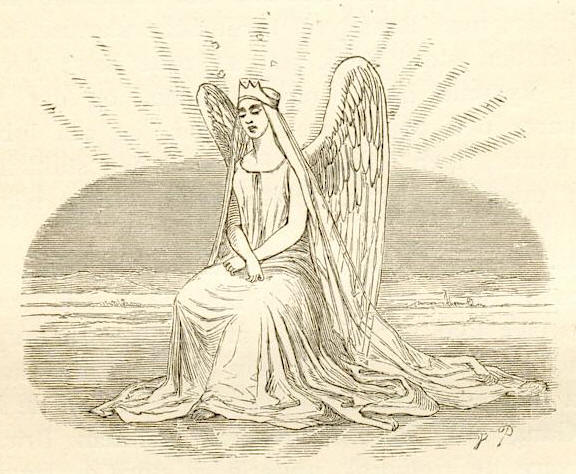
Ilustrace Vilhelma Pedersena.

Sněhová královna (dánsky Snedronningen) je pohádka dánského spisovatele Hanse Christiana Andersena. Příběh poprvé vyšel v roce 1845 a popisuje boj mezi dobrem a zlem, jak ho prožívají malý chlapec a dívka.

## Příběh
Zlý čaroděj stvoří kouzelné zrcadlo, které má moc pokřivit obraz toho, kdo se do něj dívá. Nezobrazuje to dobré a krásné v lidech a věcech, ale znázoňuje ošklivost. Když se ale toto zrcadlo pokoušel přenést do nebe, neudržel ho, spadlo na zem, prasklo a miliardy střípků se rozlétly po celé zemi. Tyto střípky se dostaly do lidských očí a srdcí, a poté jejich oči viděly v lidech a věcech pouze ošklivost.
Příběh se poté soustředí na chlapce Kaje a dívku Gerdu. Kajova babička jim jednou vypráví příběh o Sněhové královně, kterou Kaj později vidí skrz okno, ale ve strachu před ní uteče. Do Kajových očí a srdce se jednoho dne dostanou střípky kouzelného zrcadla a jeho osobnost se mění k horšímu, stává se krutým, protože všechno se mu nyní zdá ošklivé.
Příští zimu Kaj nastoupí do saní Sněhové královny, která ho políbí, aby přestal vnímat zimu a aby zapomněl na Gerdu. Potřetí ho nepolíbí, protože to by ho zabilo. Poté ho odveze do svého paláce. Gerda se však Kaje vydává hledat. Navštíví čarodějnici, která po ní chce, aby s ní navždy zůstala. Gerda si však nakonec připomene Kaje a utíká z čarodějné zahrady věčného léta.
Gerda dále potkává vránu, která jí řekne, že Kaj byl v princeznině paláci. Odebere se tedy do paláce, kde poznává princeznu a jejího prince, který je Kajovi podobný. Gerda jim vypráví svůj příběh a získá od nich kočár. V kočáru ji však přepadnou bandité, kteří ji přivedou na svůj hrad. Tam se spřátelí s loupežnickou dívkou, jejíž holubi Gerdě povědí, že viděli Kaje, jak cestuje se Sněhovou královnou směrem do Laponska. Loupežnické děvče Gerdu osvobodí a dává jí soba, aby na něm cestovala do Laponska.
Gerda nakonec dorazí k hradu Sněhové královny, kde najde Kaje zakletého do bezcitnosti a zapomnění. Naštěstí jejich přátelství a slzy prolomí zakletí a oba se vrátí domů, kam dorazí v době krásného jara.

## Adaptace
- Sněhová královna (film, 1957) – sovětský animovaný film z roku 1957
- Sněhová královna (večerníček) – večerníček z roku 1966, účinkuje Karel Höger
- Sněhová královna (film, 1966) – sovětský film z roku 1966
- Sněhová královna - Československý rozhlas, 1968. Dramatizace: Václav Čtvrtek, hudba: Jiří Jaroch, režie: Josef Svátek[1]
- Sněhová královna - Československý rozhlas, 1986, režie: Karel Weinlich[1]
- Sněhová královna (film, 1987) – československý film z roku 1987, režie Ladislav Čapek
- Sněhová královna (film, 1995) – britský animovaný film z roku 1995
- Sněhová královna (film, 2001) – koprodukční televizní film z roku 2001
- Kai a Gerda / Sněhová královna – britsko-americký televizní film z roku 2002
- Sněhová královna (divadelní hra) – divadelní dramatizace pohádky
- Frozen / Ledové království (2013) - animovaný film
- Královna sněhu (muzikál, divadelní hra, 2009) české zpracování v režii Davida Kříže
- Sněhová královna: V zemi zrcadel (2018) - animovaný ruský film
- Frozen II/ Ledové království II (2019) - animovaný film[2]